# Phrictus auromaculatus
Phrictus auromaculatus är en insektsart som beskrevs av William Lucas Distant 1905. Phrictus auromaculatus ingår i släktet Phrictus och familjen lyktstritar. Inga underarter finns listade i Catalogue of Life.